# Зальца, Карл фон
Карл Фредрик фон Зальца (швед. Carl Fredrik von Saltza, 29 октября 1858, Ортомта, Эстергётланд, Швеция — 10 декабря 1905, Нью-Йорк, США) — шведско-американский художник и портретист. Зальца был наиболее известен в Швеции своими жанровыми картинами в акварели. Карл являлся одним из главных иллюстраторов к изданию Старшей Эдды 1893 года Нильса Сандера. В Соединенных Штатах Зальца был наиболее известен своими портретами.

## Биография
Карл Фредрик фон Зальца родился в деревне Ортомта в Швеции в семье графа церемониймейстера Карла Антона Филиппа фон Зальца (1811—1883) и графини Кристины Густавы Делагарди (1822—1891). Карл получил своё раннее образование в частных школах в Уппсале и Стокгольме, после чего продолжил изучать живопись в Королевской академии в Стокгольме, где он учился у Эдварда Персея в 1877 году. Также Зальца обучался у Георга фон Розена, Августа Мальмстрёма и Йохана Боклунда с 1878 по 1880 год. Недовольный преподавательской деятельностью, Карл отправился за границу вместе со своим другом Карлом Нордстрёмом осенью 1880 года и продолжил обучение в Королевской академии в Брюсселе, а также под руководством частных преподавателей в Париже в 1881 году, включая Жана-Леона Жерома.
По возвращении в Швецию Зальца связал себя с группой художников, которые в 1886 году создали ассоциацию художников, известную как Konstnärsförbundet. Конфликт между шведской Королевской академией искусств и Konstnärsförbundet привёл Карла к решению иммигрировать в Соединенные Штаты в 1891 году. С 1892 по 1898 год Зальца преподавал живопись в Сент-Луисе, а с 1898 по 1899 год в Чикагском институте искусств. С 1899 по 1901 год Карл Фредрик фон Зальца был преподавателем в Колумбийском университете в Нью-Йорке. Он участвовал в скандинавской художественной выставке в Гётеборге в 1886 году, Всемирной выставке в Чикаго в 1893 году и в выставках Konstnärsförbundet в Берлине в 1896 году и Стокгольме в 1897 году. В творчестве Карла фон Зальца доамериканского периода преобладали жанровые мотивы, портреты и пейзажы, часто выполненные акварелью, в то время как после переезда в Америку преобладали портреты. Как карикатурист и иллюстратор, Карл появился в журнале Ny Illustrerad Tidning. Зальца также представлен в Музее северных стран.
Позднее Зальца писал портреты в Кливленде. Карл женился на Генриетте Ступендаль (1863—1905) в 1883 году в Стокгольме. Они были родителями художника Филиппа фон Зальца. Карл Фредрик фон Зальца умер в больнице Святого Луки в Нью-Йорке в 1905 году.

## Галерея

Иллюстрации к Старшей Эдде
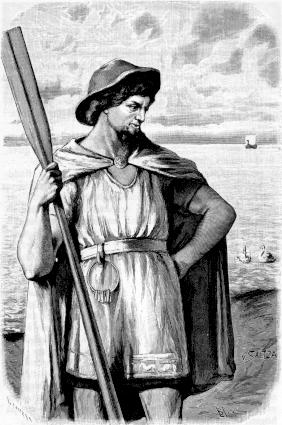
Ньёрд
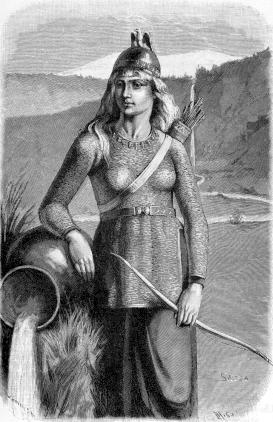
Скади
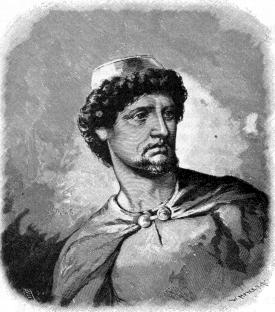
Локи
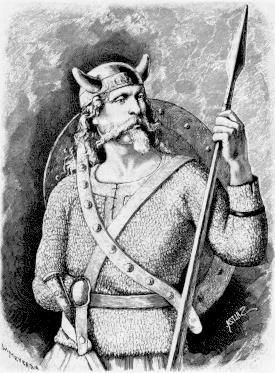
Тюр
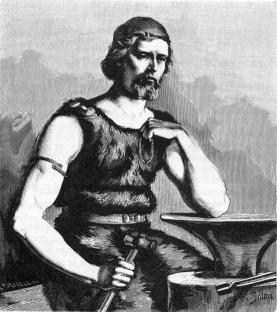
Велунд